# Хартман IV фон Кибург
Хартман IV/III фон Кибург (на немски: Hartmann IV/III von Kyburg; † 27 ноември 1264) от фамилията на графовете на Дилинген е граф на Кибург в кантон Цюрих. Той е чичо на римско-немския крал Рудолф I (1218 – 1291).

## Биография
Той е син на граф Улрих III фон Кибург († 1227) и съпругата му принцеса Анна фон Церинген, дъщеря на херцог Бертхолд IV фон Церинген († 1186) и Хайлвиг фон Фробург († пр. 1183). Внук е на граф Хартман III фон Кибург-Дилинген († 1180) и Рихенца фон Баден († 1172). Брат му граф Вернер I фон Кибург († 1228 убит в Акон) се жени за принцеса Аликс Лотаригска († 1242). Брат му Улрих фон Кибург († 1237) е епископ на Кур (1233/34 – 1237). Сестра му Хедвиг/Хайлвиг фон Кибург († 1260) е омъжена ок. 1217 г. за граф Албрехт IV фон Хабсбург „Мъдрия“ († 1240) и е майка на римско-немския крал Рудолф I (упр. 1273 – 1291). 
Хартман IV фон Кибург се жени на 1 юни 1218 г. в Моуден за графиня Маргарита Савойска (* 1212 † 4 април/септември 1270), дъщеря на граф Томас I Савойски (1180 – 1233) и Беатриса от Женева (1180 – 1257). Бракът е бездетен.
Той умира на 27 ноември 1264 г. и е погребан във Ветинген. Вдовицата му Маргарита Савойска се омъжва втори път сл. 27 ноември 1264 г. за граф Еберхард I фон Хабсбург-Лауфенбург († пр. 2 юни 1284).